# والاس کاروترز
والاس هیوم کاروترز (به انگلیسی: Wallace Carothers) (زاده ۲۷ آوریل ۱۸۹۶–۲۹ آوریل، ۱۹۳۷) شیمیدان و مخترع آمریکایی است. او برای اختراع نایلون به شهرت رسید.
او در شب ۲۸ آوریل، ۱۹۳۷ در هتل فیلادلفیا با سیانور خودکشی کرد.